# Rhyacophila sherpa
Rhyacophila sherpa är en nattsländeart som beskrevs av Schmid 1970. Rhyacophila sherpa ingår i släktet Rhyacophila och familjen rovnattsländor. Inga underarter finns listade i Catalogue of Life.